# Magdalena Milpas Altas
Magdalena Milpas Altas är en kommunhuvudort i Guatemala.   Den ligger i departementet Departamento de Sacatepéquez, i den södra delen av landet, 20 km sydväst om huvudstaden Guatemala City. Magdalena Milpas Altas ligger 2 072 meter över havet och antalet invånare är 5 582.
Terrängen runt Magdalena Milpas Altas är kuperad åt nordost, men åt sydväst är den bergig. Runt Magdalena Milpas Altas är det tätbefolkat, med 913 invånare per kvadratkilometer. Närmaste större samhälle är Mixco, 12,3 km nordost om Magdalena Milpas Altas. I omgivningarna runt Magdalena Milpas Altas växer huvudsakligen savannskog.